# 馬斯峰
45°17′50″N 06°30′33″E / 45.29722°N 6.50917°E
馬斯峰（法語：Pointe de la Masse），是法國的山峰，位於該國東北部奧文尼-隆-阿爾卑斯大區，由薩瓦省負責管轄，屬於瓦努瓦斯山的一部分，海拔高度2,804米，每年平均降雨量1,479毫米。